# Wielka Wieś (powiat wolsztyński)
Wielka Wieś – wieś w Polsce położona w województwie wielkopolskim, w powiecie wolsztyńskim, w gminie Siedlec.
Wieś królewska starostwa kopanickiego, pod koniec XVI wieku leżała w powiecie kościańskim województwa poznańskiego.
W okresie Wielkiego Księstwa Poznańskiego (1815-1848) miejscowość wzmiankowana jako Wielkawieś należała do wsi mniejszych w ówczesnym powiecie babimojskim rejencji poznańskiej. Wielkawieś należała do babimojskiego okręgu policyjnego tego powiatu i stanowiła siedzibę majątku Wielka wieś, którego właścicielem był Bloch. Według spisu urzędowego z 1837 roku Wielkawieś liczyła 79 mieszkańców, którzy zamieszkiwali 14 dymów (domostw).
W latach 1975–1998 miejscowość należała administracyjnie do województwa zielonogórskiego.